# NGC 5479
NGC 5479 је елиптична галаксија у сазвежђу Мали медвед која се налази на NGC листи објеката дубоког неба.
Деклинација објекта је + 65° 41' 28" а ректасцензија 14h 5m 57,3s. Привидна величина (магнитуда) објекта NGC 5479 износи 14,3 а фотографска магнитуда 15,3. NGC 5479 је још познат и под ознакама MCG 11-17-19, CGCG 317-16, NPM1G +65.0105, PGC 50282.